# Finer Feelings
«Finer Feelings» — песня австралийской певицы Кайли Миноуг, ставшая заключительным сингловым релизом с альбома Let’s Get to It. Сингл изначально должен был стать продолжением «Word Is Out», но релиз был задержан после выпуска «If You Were with Me Now». «Finer Feelings» наконец была выпущена в апреле 1992 года, замикшированная дуэтом Brothers in Rhythm (Миноуг продолжила с ними сотрудничать в течение 90-х и со Стивом Андерсоном до настоящего времени). Сингл оказался в одном шаге от топ-10, достигнув максимума в № 11 британского чарта. В Австралии «Finer Feelings» стал её самым провальным синглом на то время, достигая только 60-й позиции в чарте.
В течение следующих восемнадцати лет «Finer Feelings» был единственным её синглом, не попавшим в топ-50 австралийского чарта, пока в 2010 году «Get Outta My Way» не поднялся выше № 69. Романтическое видео было снято Дэйвом Хогэном, который был также режиссёром «What Do I Have to Do» и «Shocked», в Париже в духе 1930-х/40-х. «Finer Feelings» остаётся одной из любимых песен поклонников певицы, которая исполнила песню во время туров KylieFever2002 и Showgirl: The Homecoming Tour, хотя песня не была включена в её крупную компиляцию хитов Ultimate Kylie. Стоит отметить, что би-сайд «Closer» отличается от песни с тем же названием с её альбома 2010 года Aphrodite.
Песня была перезаписана в 2011 году и опубликована на официальном канале YouTube Кайли Миноуг 25 января 2012 года. Эта запись была включена в альбом The Abbey Road Sessions.

## Список композиций
Здесь представлены основные форматы релиза и трек-листы сингла «Finer Feelings».
| №  | Название                                        | Длительность |
| -- | ----------------------------------------------- | ------------ |
| 1. | «Finer Feelings» (Brothers in Rhythm 7" mix)    | 3:47         |
| 2. | «Finer Feelings» (Brothers in Rhythm 12" mix)   | 6:47         |
| 3. | «Finer Feelings» (Original Mix / Album Version) | 3:55         |
| 4. | «Closer» (The Pleasure Mix)                     | 6:49         |

| №  | Название                                     | Длительность |
| -- | -------------------------------------------- | ------------ |
| 1. | «Finer Feelings» (Brothers in Rhythm 7" mix) | 3:47         |

| №  | Название        | Длительность |
| -- | --------------- | ------------ |
| 1. | «Closer» (Edit) | 3:59         |

| №  | Название                                     | Длительность |
| -- | -------------------------------------------- | ------------ |
| 1. | «Finer Feelings» (Brothers in Rhythm 7" mix) | 3:47         |

| №  | Название        | Длительность |
| -- | --------------- | ------------ |
| 1. | «Closer» (Edit) | 3:59         |

| №  | Название                                      | Длительность |
| -- | --------------------------------------------- | ------------ |
| 1. | «Finer Feelings» (Brothers in Rhythm 12" mix) | 6:47         |

| №  | Название                    | Длительность |
| -- | --------------------------- | ------------ |
| 1. | «Closer» (The Pleasure Mix) | 6:59         |

| №   | Название                                              | Длительность |
| --- | ----------------------------------------------------- | ------------ |
| 1.  | «Finer Feelings» (Brothers in Rhythm 7" mix)          | 3:47         |
| 2.  | «Finer Feelings» (Brothers in Rhythm 12" mix)         | 6:47         |
| 3.  | «Finer Feelings» (Brothers in Rhythm Dub)             | 4:10         |
| 4.  | «Finer Feelings» (Brothers in Rhythm Ambient Reprise) | 3:58         |
| 5.  | «Finer Feelings» (Album Version)                      | 3:54         |
| 6.  | «Finer Feelings» (Album Instrumental)                 | 3:49         |
| 7.  | «Finer Feelings» (Album Backing Track)                | 3:49         |
| 8.  | «Closer» (The Pleasure Mix)                           | 6:49         |
| 9.  | «Closer» (Edit)                                       | 3:59         |
| 10. | «Closer» (The Pleasure Instrumental)                  | 6:47         |

### Участники записи
| - Кайли Миноуг — вокал - Мириам Стокли — бэк-вокал - Мэй МакКенна — бэк-вокал - Лерой Осборн — бэк-вокал - Лэнс Эллингтон — бэк-вокал - Стив Андерсон — дополнительные клавишные в миксах Brothers in Rhythm на «Finer Feelings» | - Джулиан Джинджелл — клавишные - Майк Сток — клавишные, микширование и продюсер - Пол Уотермен — продюсер - Дейв Форд — микширование - Питер Дэй — звукооператор - Гордон Дэннис — звукооператор - Катарина Джебб — фото |

## Выступления
Миноуг исполняла песню во время следующих концертных туров и мероприятий:
- Let’s Get to It Tour
- KylieFever2002 (как часть «The Crying Game Ballad Medley»)
- Showgirl: The Homecoming Tour (небольшая интерлюдия бэк-вокалистами во время части «Samsara»)
- BBC Proms in the Park 2012 (оркестровая версия песни)

## Позиции в хит-парадах
| Чарт (1992)         | Место |
| ------------------- | ----- |
| ARIA Singles Chart  | 60    |
| UK Singles Chart    | 11    |
| Irish Singles Chart | 16    |